# Velika nagrada Albija 1950
Velika nagrada Albija 1950 je bila osma neprvenstvena dirka Formule 1 v sezoni 1950. Odvijala se je 16. julija 1950.

## Dirka

### Prva dirka
| Poz | Dirkač                | Dirkalnik          | Čas/Odstop       |
| --- | --------------------- | ------------------ | ---------------- |
| 1   | Raymond Sommer        | Talbot T26C        | 55m53.6          |
| 2   | Juan Manuel Fangio    | Maserati 4CLT/48   | 55m54.1          |
| 3   | Louis Rosier          | Talbot T26C        | 56m21.2          |
| 4   | Jose Froilan Gonzalez | Maserati 4CLT/48   | 57m08.2          |
| 5   | Maurice Trintignant   | Simca Gordini T 15 | 58m36.2          |
| 6   | Nello Pagani          | Maserati 4CLT/48   | +1 krog          |
| 7   | Pierre Levegh         | Talbot T26C        | +1 krog          |
| 8   | Robert Manzon         | Simca Gordini T 15 | +1 krog          |
| 9   | Alberto Ascari        | Ferrari 125        | +1 krog          |
| 10  | Johnny Claes          | Talbot T26C        | +2 kroga         |
| Ods | Giuseppe Farina       | Maserati 4CLT/48   |                  |
| Ods | Toulo de Graffenried  | Maserati 4CLT/48   |                  |
| Ods | Philippe Etancelin    | Talbot T26C        | Diskvalifikacija |
| Ods | Luigi Villoresi       | Ferrari 125        |                  |
| Ods | Yves Giraud Cabantous | Talbot T26C        |                  |
| Ods | Prince Bira           | Maserati 4CLT/48   |                  |

### Druga Dirka
| Poz | Dirkač                | Dirkalnik          | Čas/Odstop |
| --- | --------------------- | ------------------ | ---------- |
| 1   | Jose Froilan Gonzalez | Maserati 4CLT/48   | 56m27.7    |
| 2   | Louis Rosier          | Talbot T26C        | 55m54.1    |
| 3   | Giuseppe Farina       | Maserati 4CLT/48   | 59m07.5    |
| 4   | Pierre Levegh         | Talbot T26C        | 1h00m01.2  |
| 5   | Maurice Trintignant   | Simca Gordini T 15 | +1 krog    |
| 6   | Robert Manzon         | Simca Gordini T 15 | +1 krog    |
| 7   | Nello Pagani          | Maserati 4CLT/48   | +1 krog    |
| 8   | Toulo de Graffenried  | Maserati 4CLT/48   | +1 krog    |
| 9   | Johnny Claes          | Talbot T26C        | +3 krogi   |
| Ods | Alberto Ascari        | Ferrari 125        |            |
| Ods | Philippe Etancelin    | Talbot T26C        | Ventil     |

### Skupni čas
| Poz | Dirkač                | Dirkalnik          | Čas/Odstop |
| --- | --------------------- | ------------------ | ---------- |
| 1   | Louis Rosier          | Talbot T26C        | 1h53m08.6  |
| 2   | Jose Froilan Gonzalez | Maserati 4CLT/48   | 1h53m35.9  |
| 3   | Maurice Trintignant   | Simca Gordini T 15 | +1 krog    |
| 4   | Pierre Levegh         | Talbot T26C        | +1 krog    |
| 5   | Robert Manzon         | Simca Gordini T 15 | +2 kroga   |
| 6   | Nello Pagani          | Maserati 4CLT/48   | +2 kroga   |
| NC  | Giuseppe Farina       | Maserati 4CLT/48   | +3 krogi   |
| NC  | Johnny Claes          | Talbot T26C        | +5 krogov  |
| NC  | Toulo de Graffenried  | Maserati 4CLT/48   | +7 krogov  |